# Блан, Антуан ле
Антуан ле Блан (ок. 1800—1833) — французский убийца.

## Биография
В 1833 году после того, как семья отреклась от него во Франции, эмигрировал в Соединенных Штаты и поселился в Нью-Йорке. Почти не говорил по-английски и всего через несколько недель после прибытия в Штаты совершил преступление.
Устроился рабочим на ферме в Морристауне, штат Нью-Джерси в семье судьи Сэмюэля Сейра, в обмен на рубку дров и уход за свиньями. Жил в маленьком сыром подвале фермерского дома.
После двух недель тяжелой работы, за которую ему не заплатили, пришёл в ярость и убил фермера, ударив его топором в спину, его жену Сару, забил дубинкой, убил также и их служанку. Обыскал  дом в поисках ценных вещей.
Убийцу быстро поймали и  судили. Местный судья приказал его повесить и расчленить. 
6 сентября 1833 г. ле Блана повесили на одной из крупнейших публичных казней в Нью-Джерси перед более чем десятью тысячами свидетелей. После смерти Ле Блан был доставлен в медицинскую лабораторию , где над его телом экспериментировали с электрическим током. Ненависть к Ле Блану была настолько сильна, что его кожу «рассекли», чтобы сделать из неё кошельки, абажуры и обложки для книг. С лица была снята гипсовая маска.